# Discomiosis arciocentra
Discomiosis arciocentra là một loài bướm đêm trong họ Geometridae.